# ألفونسو فاسكيز
ألفونسو فاسكيز (بالإنجليزية: Alfonso Vazquez Villar)‏ هو لاعب كرة قدم أمريكي في مركز الهجوم، ولد في 16 يونيو 2002 في Windham, Connecticut ‏ في الولايات المتحدة. لعب مع هارتفورد أتلتيك.